# O Cangaceiro (film, 1969)
Cet article possède un paronyme, voir Cangaceiro (homonymie).
Pour plus de détails, voir Fiche technique et Distribution.
O Cangaceiro est un film hispano-italien réalisé par Giovanni Fago et sorti en 1969. C'est le remake du film brésilien à succès Sans peur, sans pitié (O Cangaceiro) de Lima Barreto sorti en 1953.

## Synopsis
L'arrière-pays - le « Sertão » - de la région brésilienne d'Agua Branca est le domaine incontesté du « cangaceiro » Espedito, qui se fait appeler le « Rédempteur », puisqu'il prétend s'inspirer de l'Évangile. Il a choisi ce sobriquet après que tous les habitants de son village natal ont été massacrés par un escadron de la mort et qu'il en est le seul survivant...

## Fiche technique
Sauf indication contraire, les informations mentionnées dans cette section peuvent être confirmées par la base de données cinématographiques IMDb,  présente dans la section « Liens externes ».
- Titre original italien et français : O Cangaceiro[1],[2]
- Réalisation : Giovanni Fago
- Scenario :	Antonio Troiso, José Luis Jerez, Bernardino Zapponi
- Photographie :	Alejandro Ulloa
- Montage : Eugenio Alabiso
- Musique : Riz Ortolani
- Décors : Amedeo Fago (it)
- Costumes : Luca Sabatelli (it)
- Trucages : Cesare Paciotti (it)
- Sociétés de production : Medusa Distribuzione, Tritone Cinematografica, Producciones Cinematográficas D.I.A.
- Pays de production :  Italie -  Espagne
- Langue originale : Italien
- Format : Couleur par Technicolor - 2,35:1 - Son mono - 35 mm
- Durée : 94 min (1 h 34)
- Genre : Western spaghetti
- Dates de sortie :
  - Italie : 24 décembre 1969
  - France : 19 juin 1970[2]

## Distribution
- Tomas Milian : Espedito dit « Le Rédempteur »
- Ugo Pagliai : Vincenzo Helfen
- Eduardo Fajardo : Gouverneur Branco
- Leo Anchóriz : Colonel Minas
- Howard Ross : Le Capitaine
- Alfredo Santacruz
- Quinto Gambi : Sebastian
- Jesús Guzmán
- Claudio Scarchilli:
- Mário Gusmão: Le diable noir
- José Carlos Farias
- Bernadette Dinorah De Carvalho
- M. De Moura
- Irio Fantini
- Aldo Gasparri
- Bob Leo

## Accueil critique
« Roger Corman nous avait envoyé aux Philippines pour filmer The Hot Box. J'ai tourné beaucoup de matériel de seconde équipe, avec une petite équipe caméra. Un western spaghetti réalisé par Giovanni Fago, avec Tomás Milián, remake de O Cangaceiro, était projeté au cinéma du coin cette semaine-là, semaine où je devais filmer des scènes de bataille ; et tous les soirs je suis allé voir ce film, qui était remarquablement bien fait et photographié. Parfois, les gens vous demandent quels films vous ont influencé. Dans ce cas, j'ai volé tous les plans du film et je les ai utilisés dans mon travail de seconde équipe. »

— Jonathan Demme in Robert E. Kapsis, Jonathan Demme: interviews, Univ. Press of Mississippi, 2009